# Prezident Francie
Prezident Francie (francouzsky Président de la République française) je nejvyšší představitel Francouzské republiky. Úřad francouzského prezidenta má zčásti ceremoniální povahu, ale je rovněž nadán širokou politickou mocí. Prezident je volen od roku 1962 v přímých všeobecných volbách všemi francouzskými státními občany. Prezidentské volební období je od novelizace v roce 2000 pětileté. Kandidát na prezidenta může být zvolen nejvýše na dvě po sobě jdoucí volební období. Při posledních prezidentských volbách v dubnu 2022 zvítězil již podruhé Emmanuel Macron. Sídlem francouzského prezidenta je Elysejský palác. Historicky prvním prezidentem se stal Charles Louis Napoleon Bonaparte v roce 1848, kdy byla vyhlášena Druhá republika. 

## Historie
Funkce prezidenta byla ve Francii poprvé zřízena ústavou druhé republiky roku 1848, podle které byl prezident jak symbolickou hlavou státu, tak reálnou hlavou výkonné moci. Ve volbách téhož roku drtivě zvítězil Charles Louis Napoleon Bonaparte. Funkce zanikla o 4 roky později, kdy se Bonaparte prohlásil císařem, čímž vzniklo druhé císařství.
Po pádu císařství v důsledku porážky v prusko-francouzské válce byla prezidentská funkce obnovena ústavou třetí republiky roku 1875. Zpočátku měl prezident značné pravomoci, což bylo způsobeno zejména silnou pozicí royalistické strany při přijímání ústavních zákonů. Royalisté předpokládali, že člen jedné ze dvou větví královské rodiny by se mohl ujmout prezidentské funkce a přeměnit Francii v konstituční monarchii. V následujících parlamentních volbách však uspěli republikáni a poté, co se prezident Patrice de MacMahon neúspěšně pokusil o získání nové royalistické většiny rozpuštěním Poslanecké sněmovny, jeho nástupce Jules Grévy v roce 1879 se zavázal, že nevyužije své prezidentské pravomoci k rozpuštění parlamentu. Tím ztratil kontrolu nad legislativou a fakticky vytvořil parlamentní systém ve kterém bylo postavení prezidenta spíše symbolické.
Na toto uspořádání navázala i ústava čtvrté republiky roku 1946. Postavení prezidenta bylo výrazně změněno ústavou páté republiky z roku 1958, která byla vypracována na popud prezidenta Charlese de Gaulla a která zavedla poloprezidentský systém.

## Volba

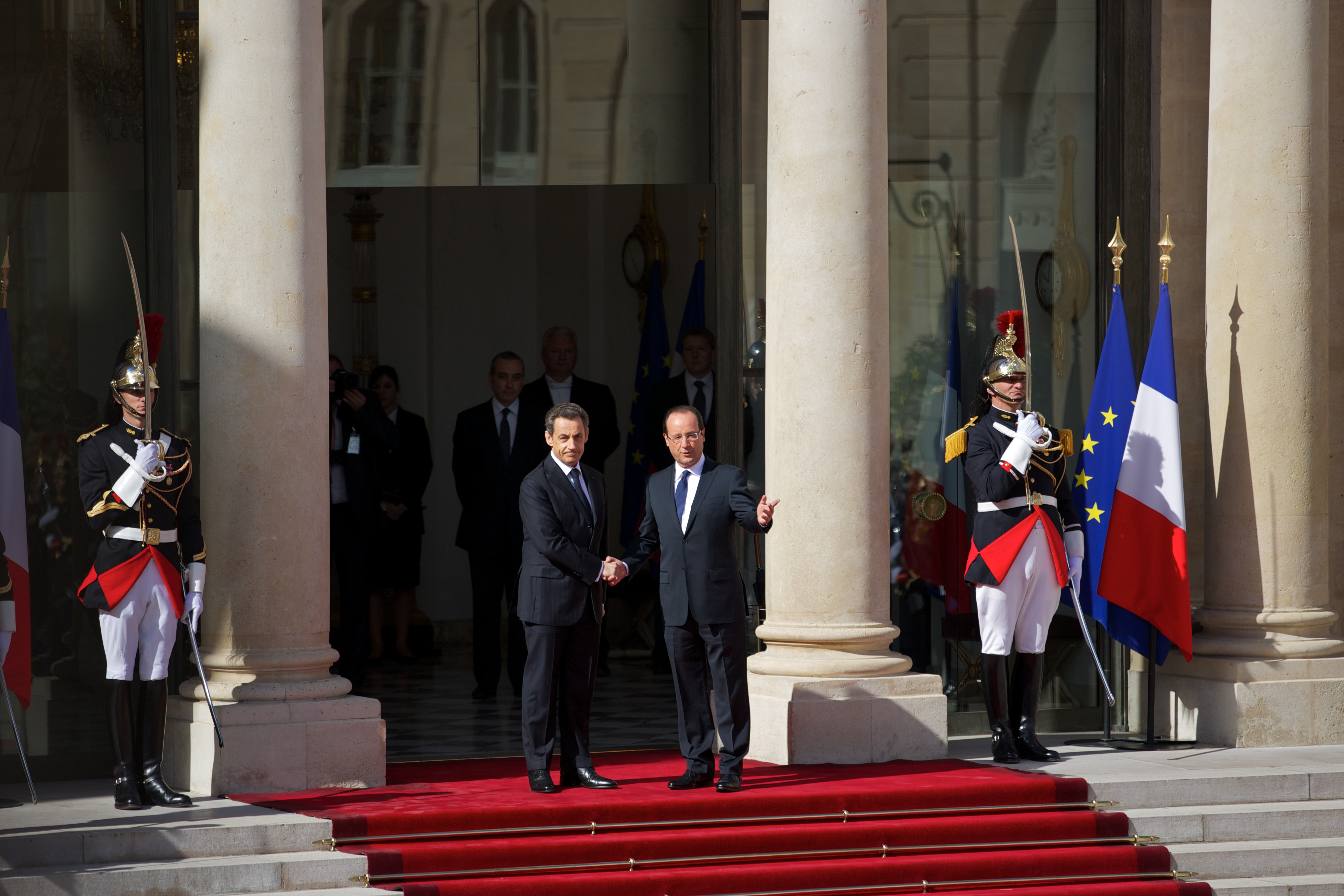
Odcházející prezident Nicolas Sarkozy a nově inaugurovaný prezident Francois Hollande, 2012

Původně byl prezident páté republiky volen volebním kolegiem zahrnujícím členy francouzského parlamentu a zástupci místních samospráv, shromáždění zámořských území, a zástupce městských rad. Kolegium mělo zhruba 80 000 členů. V roce 1962 byla v referendu schválena novela ústavy, která zavedla přímou volbu prezidenta. V roce 2000 bylo referendem zkráceno prezidentské funkční období ze sedmi let na pět. Maximální počet dvou po sobě jdoucích funkčních období byl zaveden po ústavní reformě v roce 2008.
Kandidáti musí pro podporu své kandidatury získat podpisy alespoň 500 volených zástupců v nejméně 30 různých departementech nebo zámořských územích, aniž by více než desetina z nich byla zvolena ve stejném departementu nebo zámořském území. Aktivní i pasivní volební právo je omezeno věkem 18 let. Volba probíhá podle pravidel dvoukolového systému, kdy je pro vítězství v prvním kole nutné získat nadpoloviční většinu hlasů; pokud žádný kandidát většinu nezíská, koná se za 14 dní druhé kolo, do kterého postupují dva nejúspěšnější kandidáti.
Inaugurace zvoleného kandidáta se koná zpravidla do 10 dní po volbách. Prezident se neujímá funkce složením slibu či přísahy, jak je tomu v jiných zemích. Namísto toho je symbolické převzetí úřadu provedeno tak, že velkokancléř Řádu čestné legie předá zvolenému kandidátovi řádový řetěz a prohlásí jej za velmistra řádu.

## Postavení prezidenta

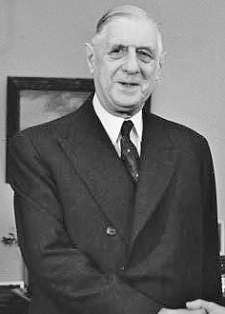
První prezident páté republiky Charles se Gaulle, 1963

Francie se vzhledem k pozici prezidenta řadí mezi tzv. poloprezidentské republiky. Prezident je současně hlavou státu a hlavou vlády s vrcholnou výkonnou mocí (stejně jako v prezidentském systému), ale některá jeho rozhodnutí vyžadují kontrasignaci premiérem (stejně jako v parlamentním systému). Prezident jmenuje vládu, ta je však odpovědná Národnímu shromáždění, které jí může vyslovit nedůvěru. Pozice prezidenta je tak silnější než v parlamentních republikách, je však stále závislá na podpoře parlamentu. Pokud se prezident opírá o většinu v Národním shromáždění, je jeho postavení silnější a blíží se prezidentské republice. V opačném případě nastává tzv. kohabitace, kdy jsou dva opačné politické tábory nuceny spolupracovat.

### Výkonné pravomoci
Prezident republiky jmenuje premiéra, který mu pak navrhuje ostatní členy vlády. Zasedáním vlády pak prezident i předsedá a podepisuje schválená nařízení. Dále pak jmenuje státní civilní a vojenské funkcionáře, velvyslance a rovněž tři členy a předsedu Ústavní rady. Ústava pak vyhrazuje prezidentovi tzv. Domaine réservé (rezervovanou oblast), ve které mu přisuzuje zodpovědnost za zahraniční politiku a ozbrojené síly. Proto může prezident sám zastupovat stát na summitech, podepisovat mezinárodní dohody a smlouvy, nařizovat vojenské akce nebo vyhlásit výjimečný stav. Prezident má rovněž pravomoc udělovat milost.
V krizových situacích, kdy jsou vážně a bezprostředně ohroženy orgány republiky, její nezávislost, celistvost jejího území nebo plnění jeho mezinárodních závazků a je přerušen řádný výkon ústavní veřejné moci, prezident může přijímat mimořádná opatření, která si tyto okolnosti vyžádají, po oficiální konzultaci s předsedou vlády, předsedy parlamentních komor a Ústavní radou. Je také držitelem nukleárního kufříku.

### Zákonodárné pravomoci
Prezidentské pravomoci se dotýkají také Národního shromáždění. Prezident má právo přednést poselství parlamentním komorám a na žádost vlády nebo většiny poslanců svolat mimořádné zasedání parlamentu. Také jako hlava státu formálně podpisuje a vyhlašuje zákony  před jejich vstupem v platnost, přičemž má právo zákon vrátit k opětovnému projednání nebo jej nechat posoudit Ústavní radou. V případě některých typů zákonů či mezinárodních smluv v situaci, kdy návrh nebyl v parlamentu schválen, má prezident právo o tomto návrhu vyhlásit referendum. Zásadní pravomocí prezidenta je pak právo rozpustit Národní shromáždění a vyhlásit předčasné volby; ústava však takovýto krok neumožňuje v situaci kdy jsou přijímána mimořádná opatření (viz výše).

### Ceremoniální pravomoci
Prezident má také silné postavení vůdce národa a přísluší mu některé ceremoniální pravomoci, například uděluje nejvyšší státní vyznamenání, včetně Řádu čestné legie a Národního řádu za zásluhy,  nebo rozhoduje o tom, kdo bude pohřben v Pantheonu. Tradičně na základě dohody s Vatikánem přebírají prezidenti titul čestného kanovníka baziliky sv. Jana na Lateránu v Římě.
Prezident jako hlava francouzského státu je rovněž jako virilista spolu s urgelským biskupem jedním ze dvou titulárních spoluknížat Andorrského knížectví. Povinnosti spojené s touto funkcí vykonává prezidentův osobní zástupce v Andoře. Od zavedení andorrské ústavy v roce 1993 je role dvou titulárních představitelů především ceremoniální.

## Zastoupení prezidenta

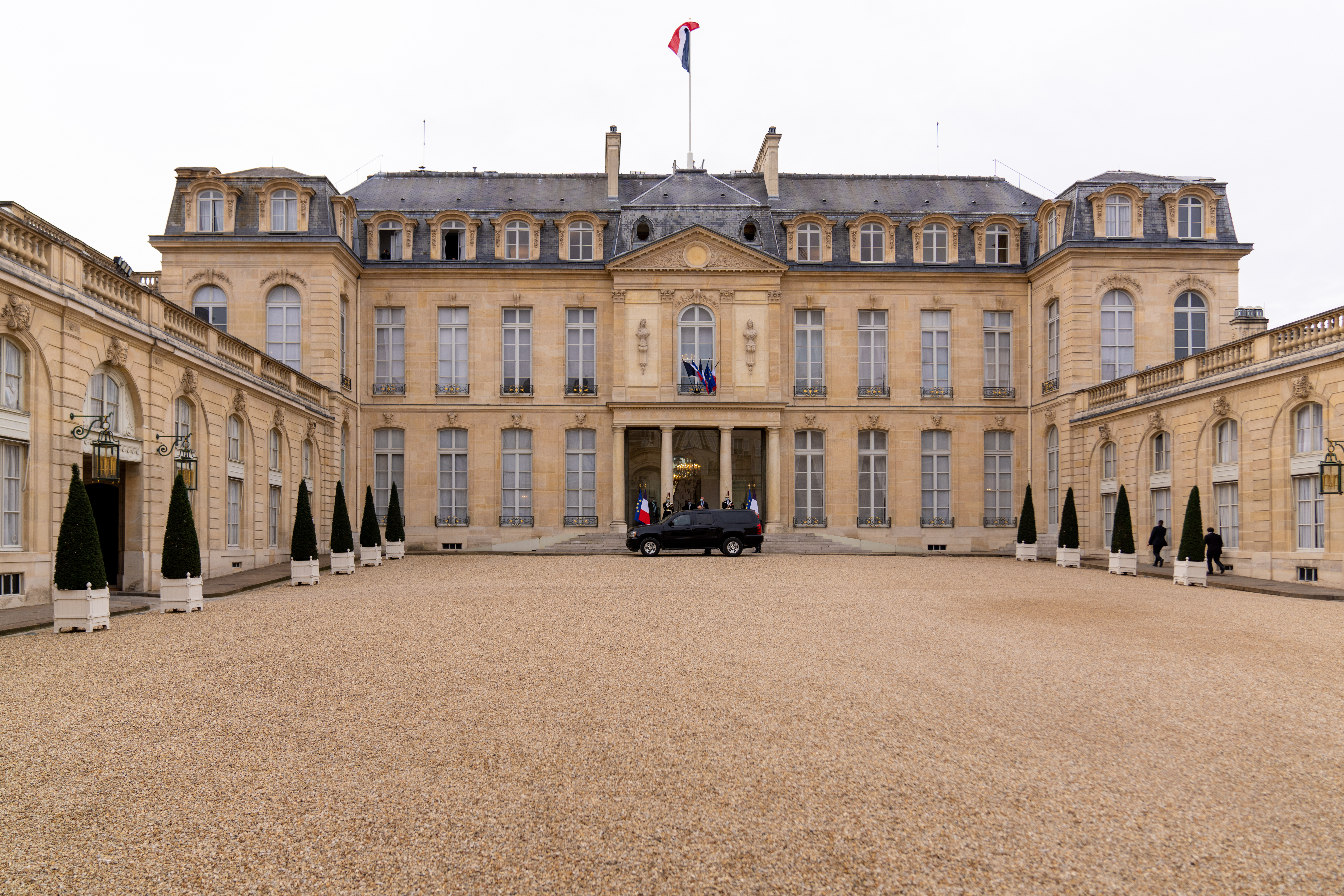
Elysejský palác, oficiální rezidence prezidenta

V případě smrti nebo demise prezidenta přechází jeho úřad na předsedu Senátu, který jej vykonává pouze jako zástupce. Poprvé se tak stalo v roce 1969 po rezignaci Charlese de Gaulla a podruhé roku 1974 po smrti Georgese Pompidoua. Vzhledem k tomu že zastupování v prezidentském úřadu je jen dočasné, není nutné, aby předseda Senátu odstoupil ze své funkce. Nepřecházejí na něj některé zvláštní prezidentské pravomoci: nemůže rozpustit Národní shromáždění, nemůže vypsat referendum a nemůže iniciovat ústavní změny. První kolo nových prezidentských voleb musí proběhnout nejdříve za 20 dnů, nejpozději do 35 dnů od uprázdnění prezidentského úřadu. Případné druhé kolo pak probíhá za všech okolností do 15 dnů od první volby. Předseda Senátu proto může zastupovat prezidenta nejvýše 50 dní. 
V období Třetí republiky zastupoval prezidenta v těchto případech předseda vlády.

## Imunita a odvolání
Prezident má plnou imunitu vůči trestnímu stíhání a není ze své funkce odpovědný. Odvolání prezidenta parlamentem je možné pouze z důvodu velezrady nebo z chování, které je „ve zřejmém rozporu s jeho úředními povinnostmi“. Návrh na odvolání může podat kterákoliv komora parlamentu, pokud se na něm usnese dvoutřetinovou většinou. Poté je návrh předán druhé komoře, který o něm rozhodně do 15 dnů. Pokud jej pak rovněž schválí dvoutřetinovou většinou, koná se společné zasedání, které do jednoho měsíce provede tajné hlasování o odvolání. Pokud i to bude schváleno dvoutřetinovou většinou, prezident je s okamžitou platností odvolán.